# Helmut Wick
El comandante Helmut Paul Emil Wick (Mannheim, 5 de agosto de 1915 - 28 de noviembre de 1940) fue un piloto de caza alemán. Fue as de la aviación con la Luftwaffe durante la Segunda Guerra Mundial y condecorado con Cruz de Caballero de la Cruz de Hierro. Consiguió sus 56 victorias aéreas contra los Aliados occidentales pilotando el caza Messerschmitt Bf 109.

## Primeros años y servicio antes de la guerra
Nació en Mannheim el 5 de agosto de 1915. Ingresó en la Luftwaffe en 1935 y tras completar su entrenamiento como piloto, fue destinado a la II/JG 134. Ascendido a Alférez el 1 de septiembre de 1938, en enero de 1939 es destinado a la 1/JG 53, comandada por Werner Mölders.

## Servicio durante la Segunda Guerra Mundial

### Comienzo de la guerra
El 30 de agosto de 1939 fue transferido a la JG 2, siendo asignado a la 3.ª escuadrilla, sirviendo en la defensa aérea de Berlín durante la invasión de Polonia.
El 22 de noviembre de 1939, derriba su primer avión en el Frente Oeste, un avión de la Fuerza Aérea Francesa.

### Batalla de Francia
El 10 de mayo de 1940 las fuerzas alemanas lanzas la ofensiva en Europa Occidental, pero Wick permaneció en tierra mientras su caza, el Messerschmitt Bf 109 Yellow 2, era sometido a un cambio de motor. Finalmente, siete días más tarde, volvió a volar logrando en una sola misión tres victorias sobre bombarderos LeO 45 franceses. En el 6 de junio Wick tenía 10 victorias confirmadas y 2 sin confirmar, incluyendo el derribo de cuatro cazas Bloch MB.151/152 franceses el 5 de junio que supusieron sus victorias 5.ª, 6.ª, 7.ª y 8.ª. Las dos victorias no confirmadas habían sido el derribo de dos biplanos torpederos Fairey Swordfish de la Royal Navy el 19 de mayo, de los que no tuvo testigos. También fue condecorado con la Cruz de Hierro, Primera Clase por el teniente coronel Harry von Bülow-Bothkamp. Hacia el final de la campaña francesa, Wick había conseguido un total de 14 victorias confirmadas, superado únicamente por el capitán Werner Mölders de la JG 53 con 25 victorias y el capitán Wilhelm Balthasar de la JG 27 con 23 victorias como mayor as de la Luftwaffe.

### Batalla de Inglaterra
Cuando comenzó la Batalla de Inglaterra, llevaba 13 aviones derribados.
- El 1 de agosto de 1940 es nombrado jefe de la 3.ª escuadrilla del JG 2.

- El 27 de agosto de 1940 recibió la Cruz de Caballero, tras derribar 22 aviones.

- El 4 de septiembre de 1940 fue ascendido a Capitán y toma el mando de la 6/JG 2.

- El 9 de septiembre de 1940 recibe el mando del 2° grupo del JG 2, ya llevaba 28 aviones derribados.

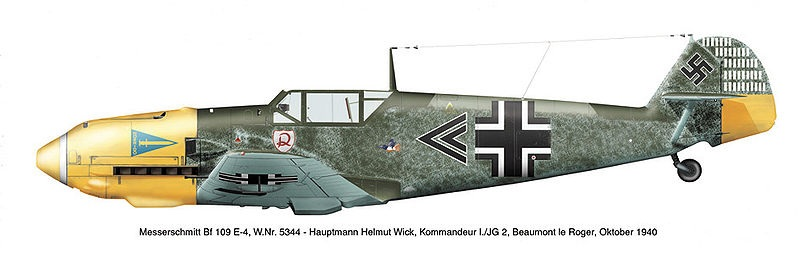
Messerschmitt Bf 109 E-4 (N. 5344), pilotado por el capitán Helmut Wick en octubre de 1940.

- En octubre ascendió a Mayor con sólo 25 años, convirtiéndose en el Mayor más joven de la Wehrmacht.

- El 20 de octubre de 1940, con 43 derribos, es puesto al mando de 124 aviones y más de 500 personas con solo 25 años, al ser designado comodoro del JG 2.

El 28 de noviembre de 1940, con 56 aviones derribados, durante un combate aéreo sobre la Isla de Wight es derribado por el as británico John Dundas, y este a su vez es derribado unos segundos después por el punto de Wick, el teniente Rudi Pflanz. Wick salta en paracaídas y cae al mar, su punto Rudi Pflanz sobrevuela en círculo alrededor del lugar donde cayó el avión de Wick, pidiendo ayuda por radio al servicio marítimo de rescate británico. Pflanz sobrevuela la zona hasta que, al estar quedándose sin combustible, se ve obligado a regresar a su base, teniendo que realizar un aterrizaje forzoso por falta de combustible durante el regreso.
Helmut Wick nunca sería encontrado.

## Galardones
Helmut Wick derribó 56 aviones en apenas un año, pasó de ser teniente a comandante y tras derribar 40 aviones entre julio y octubre de 1940, se convirtió en el piloto con más derribos de la Batalla de Inglaterra.
Condecoraciones
- Cruz de Hierro (1939) 2.ª y 1.ª Clase.
- Cruz de Caballero de la Cruz de Hierro con Hojas de Roble
  - Cruz de Caballero el 27 de agosto de 1940 como Oberleutnant y Staffelkapitän de la 3./JG 2 "Richthofen"[1]
  - 4.ª Hojas de Roble el 25 de octubre de 1940 como Major y Gruppenkommandeur de la I./JG 2 "Richthofen"[1]
- Mencionado seis veces en el Wehrmachtbericht (26 de agosto de 1940, 6 de octubre de 1940, 8 de noviembre de 1940, 16 de noviembre de 1940 y 4 de diciembre de 1940)

## Familia
El 5 de agosto de 1939 Helmut Wick se casó con Ursel Rolfs (1916-1968). Tuvo dos hijos, Walter (nacido en 1939) y una hija nacida en 1941, después de la muerte de Helmut.